# Scopula oenoloma
Scopula oenoloma är en fjärilsart som beskrevs av Louis Beethoven Prout 1932. Scopula oenoloma ingår i släktet Scopula och familjen mätare. Inga underarter finns listade.